# Bonaventura van Overbeek

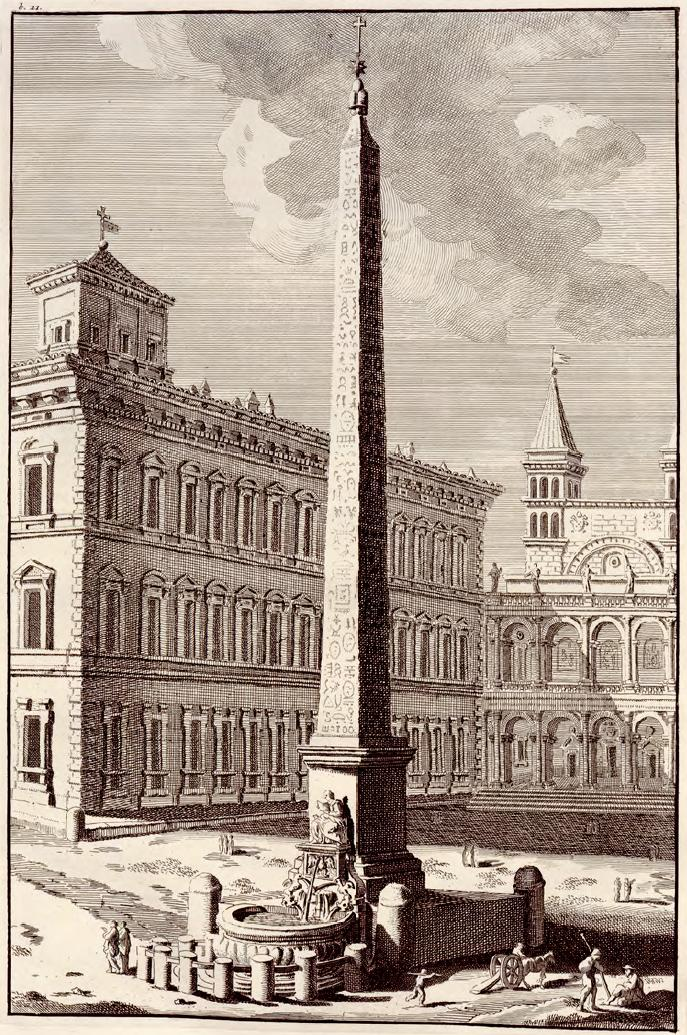
De Lateraanse Obelisk, door Bonaventura van Overbeek

Bonaventura van Overbeek (Frankfurt am Main, 10 september 1660 - Amsterdam, 23 oktober 1705) was een Noord-Nederlands tekenaar, prentkunstenaar en schilder. Zijn werk richtte zich voornamelijk op architecturale voorstellingen, vaak met aandacht voor de ruïnes van het oude Rome, en biedt een waardevolle bijdrage aan de kunstgeschiedenis en de kennis van de klassieke oudheid.
Bonaventura van Overbeek was de zoon van Johannes van Overbeke (1616-1680) en Clara van Basserode (1632-1670). Hij was een leerling van Gerard de Lairesse, een invloedrijke schilder in de Nederlandse Gouden Eeuw.
Van Overbeek reisde veel door Europa en bracht een aanzienlijk deel van zijn carrière door in Italië. Rond 1680 kwam hij samen met Francis van Bossuit terug uit Italië. Tussen 1680 en 1692 werkte hij opnieuw in Rome en was lid van de Bentvueghels, een broederschap van Nederlandse en Vlaamse kunstenaars in Rome. Zijn bentnaam binnen deze groep was Romulus. In Den Haag werd hij in 1685 lid van het Sint-Lucasgilde. Na zijn tijd in Rome vestigde hij zich in Amsterdam, waar hij tot aan zijn dood in 1705 werkzaam was.
Van Overbeek's bekendste werk is zijn verzameling van gravures van oude Romeinse ruïnes, die postuum in drie delen werd uitgegeven door zijn neef Michiel van Overbeek. Deze gravures geven een gedetailleerd beeld van de architectuur van het oude Rome en zijn van grote waarde voor historici en archeologen. Het Rijksbureau voor Kunsthistorische Documentatie bezit een uitgave van deze collectie in het Frans, getiteld Les restes de l'ancienne Rome (1709).
Naast tekenaar en prentkunstenaar stond hij bekend als schilder. Er zijn echter geen schilderijen van zijn hand overgeleverd.